# 鉢屋衆
今村翔吾氏「幸村を討て」より引用
鉢屋衆（はちやしゅう）は祭礼や正月に芸を演ずる芸能集団であり、兵役も務めた。鉢屋党とも。元は平将門の乱で反乱軍に加勢した飯母呂一族で、平将門の死後、全国に散った。この時飯母呂一族の多くは山陰へ逃れ鉢屋衆となった。筑波山へ逃れた一部の飯母呂一族は風魔衆になったと言われている。
文明18年(1486年)には、京極氏に月山富田城を追放された尼子経久の富田城奪還に従事した。月山山麓に住む鉢屋賀麻党は毎年元日に富田城で祝いの舞を演じることになっていた。経久はこれに目をつけ賀麻党の党首・鉢屋弥之三郎を味方につけた。
文明18年元日、午前3時ごろ、賀麻党七十余人は笛、太鼓でにぎやかに城の大手門をくぐった。みな烏帽子の中に兜をかむり、素襖の下に具足をつけ武器を隠し持っていた。城の中では武士も子供も舞の見物に集まった。その時にかねてより忍び込んでいた経久の一党は太鼓の合図に経ち城内各所で火を放ち乱入した。それにあわせ賀麻党も烏帽子を捨て見物に集まった人々に襲い掛かった。城主・塩冶掃部介は自刃して果て、こうして経久は富田城主に返り咲いた。
この功で弥之三郎は本丸の北にある鉢屋平に長屋を与えられて住み「やぐら下組」と呼ばれるようになった。以降、鉢屋衆は奇襲やだまし討ちで功を立てる。